# Margrete : Reine du Nord
Pour plus de détails, voir Fiche technique et Distribution.
Margrete : Reine du Nord (danois : Margrete den Første) est un film danois réalisé par Charlotte Sieling, sorti en 2021.

## Synopsis
La vie de la reine Marguerite Ire.

## Fiche technique
- Titre : Margrete : Reine du Nord
- Titre original : Margrete den første
- Réalisation : Charlotte Sieling
- Scénario : Jesper Fink, Maya Ilsøe et Charlotte Sieling, sur une idée de Lars Bredo Rahbek
- Musique : Jon Ekstrand
- Photographie : Rasmus Videbæk
- Montage : Sverrir Kristjánsson
- Production : Lars Bredo Rahbek et Birgitte Skov
- Société de production : SF Studios, Filmkameratene, Truenorth Productions, Sirena Film et TV2 Danmark
- Pays :  Danemark,  Suède,  Norvège,  Islande,  Tchéquie et  Pologne
- Genre : Biopic, drame et historique
- Durée : 120 minutes
- Dates de sortie : 
  - Danemark : 16 septembre 2021
  - France : 10 avril 2023

## Distribution
- Trine Dyrholm (VFB : Fabienne Loriaux) : la reine Marguerite Ire
  - Nicole Rosney : Marguerite à 8 ans
- Søren Malling (VFB : Philippe Résimont) : Peder Jensen Lodehat (en)
- Jakob Oftebro (VFB : Philippe Allard) : le roi Olav Håkonsen (en)
- Morten Hee Andersen (da) (VFB : Maxime Donnay) : le roi Erik VII
- Bjørn Floberg (VFB : Benoît Van Dorslaer) : Asle Jonsson
- Magnus Krepper (VFB : Franck Dacquin) : le seigneur Johan Sparre
- Thomas W. Gabrielsson (da) (VFB : Jean-Michel Vovk) : Jens Due (da)
- Agnes Westerlund Rase (VFB : Audrey d'Hulstère) : Astrid
- Simon J. Berger (VFB : Simon Duprez) : Jacob Nilsson
- Linus James Nilsson (sv) (VFB : Sébastien Hébrant) : Roar
- Halldóra Geirharðsdóttir : Hildur
- Annika Hallin : Malin
- Richard Sammel : Raberlin
- Paul Blackthorne (VFB : Michelangelo Marchese) : Sir William Bourcier
- Diana Martinová (VFB : Violette De Vinck) : la princesse Philippa

Version française dirigée par Alexandra Corréa chez C You Soon (Belgique), d'après une adaptation des dialogues de Laurence Crouzet.

## Distinctions
Le film a été nommé pour sept prix Bodil et a remporté trois. Il a également été nommé pour treize prix Robert et en a remporté trois.